# Kirjalaön och Lielaxön
Kirjalaön (finska: Kirjalansaari) och Lielaxön (finska: Lielahdensaari), är två sammanvuxna öar i Finland. De ligger i Skärgårdshavet och i kommunen Pargas i landskapet Egentliga Finland, i den sydvästra delen av landet. Ön ligger omkring 13 kilometer söder om Åbo och omkring 140 kilometer väster om Helsingfors. Öarna är två av Pargas huvudöar, belägna strax nordost om tätorten.
Öarnas sammanlagda area är 48,65 kvadratkilometer och den största längden är 12 kilometer i öst-västlig riktning. Folkmängden på öarna är 1540.
På öarna finns två lågstadium, på Kirjala ön finns den svenskspråkiga Kirjala skolan och på Lielax ön finns den finskspråkiga Nilsby skolan, båda skolorna har undervisning för årskurserna 1-6 av grundskolan.